# Nina Fout
Nina Fout (n. 23 iunie 1959, Washington, D.C., District of Columbia, SUA) este o călăreață ce a reprezentat Statele Unite ale Americii, medaliată olimpică. A participat la o ediție a Jocurilor Olimpice (2000) în care a câștigat o medalie de bronz.

## Participări
Lista de mai jos prezintă principalele competiții la care a participat Nina Fout de-a lungul carierei.
- equestrian at the 2000 Summer Olympics – team eventing[*]